# Severnoe sijanie
Severnoe sijanie (Северное сияние) è un film del 2001 diretto da Andrej Razenkov.

## Trama
Il film racconta di una ragazza che è cresciuta senza padre, ma ha continuato ad amarlo. Da adulta, decide di trovarlo.